# Bảo tàng nhiếp ảnh Lai Xá
Bảo tàng nhiếp ảnh Lai Xá là bảo tàng nhiếp ảnh đầu tiên tại Hà Nội, đồng thời được xem là bảo tàng làng nghề đầu tiên tại Việt Nam. Bảo tàng nhiếp ảnh Lai Xá trưng bày những hiện vật cổ về nghề nhiếp ảnh tại Việt Nam trong nhiều năm và được nhiều cá nhân cũng như các tổ chức đứng ra quyên góp, sưu tầm, thiết kế và xây dựng.

## Lịch sử

### Lên ý tưởng
Năm 2013, nhằm lưu giữ và trưng bày những truyền thống của nghề nhiếp ảnh có lịch sử hơn trăm năm, người dân làng Lai Xá (xã Kim Chung, huyện Hoài Đức, Hà Nội) đã đứng ra góp chung tài chính xây dựng bảo tàng Nhiếp ảnh Lai Xá. Trước đó, vào những năm 2008 – 2009, khi làng Lai Xá được công nhận là làng nghề nhiếp ảnh, các bậc cao niên trong làng đã thảo luận về việc xây dựng một phòng truyền thống để lưu giữ ký ức cho thế hệ mai sau. Tuy vậy khi đó làng chưa đủ điều kiện xây dựng. Đến năm 2013, khi đời sống của người dân đã có cải thiện đáng kể, việc xây dựng nhà truyền thống lại được đưa ra bàn luận. Khi các ý kiến vẫn chưa thống nhất thì Phó giáo sư Nguyễn Văn Huy, nguyên phó giám đốc Bảo tàng Dân tộc học Việt Nam đã tư vấn cho người dân Lai Xá không nên làm nhà truyền thống mà nên xây dựng bảo tàng. Khi người dân làng Lai Xá đã cùng quyết tâm xây dựng bảo tàng cấp làng đầu tiên tại Việt Nam, Nguyễn Văn Huy đã mời các chuyên gia di sản văn hoá và hai chuyên gia Pháp về thiết kế bảo tàng và trưng bày – đồ họa sang tư vấn. Những chú thích ảnh và hiện vật tại bảo tàng bằng tiếng Anh đều được Nguyễn Văn Huy nhờ các chuyên gia Đại học Cambridge (Anh) thẩm định và biên tập lại một cách kĩ càng.

### Quyên góp
Ý tưởng xây dựng bảo tàng nhiếp ảnh Lai Xá được người dân trong làng tuyên truyền cho nhau vào Thành phố Hồ Chí Minh và ra tới nước ngoài. Những người trong làng nhưng đang làm việc tại nước ngoài khi cũng trợ giúp tài chính, gửi hiện vật về quyên góp. Vì vậy, người trong làng chỉ mất tiền xây dựng, còn các hiện vật trưng bày trong bảo tàng đều do người Lai Xá ở mọi nơi quyên tặng, trong đó có cả những chiếc máy ảnh cổ nhất đều được tặng bởi một hợp tác xã. Ông Đặng Văn Tích, từng là chiến sĩ tham gia chiến đấu trận Hà Nội năm 1946, là một trong những người đóng góp nhiều nhất cho bảo tàng Nhiếp ảnh Lai Xá. Ông Tích cho biết các tác giả quyên góp sản phẩm phải tự bỏ tiền của bản thân để in ảnh cỡ lớn, tự mua khung treo những bức ảnh, đồng thời những tác phẩm cũng sẽ không được treo vĩnh viễn mà sẽ được thay thế khi bảo tàng nhận thêm những bức ảnh mới "đẹp hơn".

### Khởi công và khánh thành
Bảo tàng khởi công từ tháng 6 năm 2015 với dự kiến ban đầu là 3 tầng cùng tổng số vốn khoảng 3 tỉ Việt Nam đồng. Trong quá trình xây dựng, vì vừa xây dựng vừa vận động tài chính nên bảo tàng chỉ mới xây được 2 tầng và phải đợi đủ tài chính để hoàn thiện tầng 3. Bảo tàng nhiếp ảnh Lai Xá có vị trí nằm ở giữa làng, cạnh đình Đụn với không gian trưng bày gần 300m2. Bảo tàng được khánh thành ngày 15 tháng 5 năm 2017, tức ngày 20 tháng 4 âm lịch, là ngày giỗ Khánh Ký.

## Trưng bày
Bảo tàng nhiếp ảnh Lai Xá tập trung kể lại những câu chuyện về nghề nhiếp ảnh ở làng Lai Xá và với mong muốn giải đáp những thắc mắc của người tham quan là cách Nguyễn Đình Khánh và những học trò của ông đưa ngôi làng này trở thành một làng nghề, cách dân làng có thể kiếm sống được bằng nghề ảnh hay việc những người ở làng Lai Xá đã đóng góp như thế nào vào sự phát triển văn hoá nhiếp ảnh tại Việt Nam.
Bảo tàng nhiếp ảnh Lai Xá trưng bày khoảng 150 bức ảnh, 25 bảng pano chứa thông tin và gần 15 tủ kính với khoảng 150 hiện vật. Bảo tàng sử dụng ánh sáng đèn là chính, ngôn ngữ sử dụng trong các thuyết minh là tiếng Việt và tiếng Anh. Việc trưng bày được thực hiện trong khoảng thời gian 2 năm kể từ ngày bắt đầu nghiên cứu tìm kiếm tư liệu. Những người chịu trách nhiệm nội dung và trưng bày có Nguyễn Văn Huy, Giám đốc Bảo tàng Dân tộc học và Veronique Dollfus, một nữ chuyên gia tư vấn thiết kế bảo tàng người Pháp.
Lãnh đạo làng và câu lạc bộ nhiếp ảnh Khánh Ký đã tổ chức cuộc vận động cộng đồng nhiếp ảnh Lai Xá hiến tặng các hiện vật, tư liệu về nghề ảnh hoặc có liên quan. Cuộc vận động ngay lập tức đã được sự hưởng ứng, ủng hộ nhiệt tình của những thợ ảnh, nhà nhiếp ảnh, các chủ hiệu ảnh. Trong thời gian ngắn, bảo tàng nhận được về các hiện vật cổ như sản phẩm ảnh, máy ảnh cổ, máy ảnh hộp gỗ chụp phim kính, bộ chấm sửa ảnh, bao đựng ảnh có in tên hiệu ảnh từ những năm 1940 – 1950, dập dấu nổi,... Chiếc máy ảnh gỗ có tuổi đời hơn trăm năm được Nguyễn Đình Khánh sử dụng trong hoạt động nhiếp ảnh cũng được mang ra trưng bày.

## Thiết kế
Việc thiết kế nhà bảo tàng do công ty cổ phần đầu tư và tư vấn xây dựng Phúc Linh đảm nhiệm. Thiết kế nội thất trưng bày của bảo tàng do nhóm chuyên gia Pháp, Veronique Dolfus và Patrick Hoarau chủ trì. Họa sĩ nội thất Đam Ca triển khai thiết kế chi tiết. Quỹ đất để xây dựng bảo tàng là một căn nhà gỗ, 3 gian, mái ngói, xung quanh có vườn nhỏ nhưng đã bị bỏ hoang. Khuôn viên của căn nhà này rộng khoảng hơn 100m2. Khi quyết định lấy mảnh đất này làm bảo tàng, lãnh đạo làng quyết định dành một không gian trong toà nhà bảo tàng sẽ xây là phòng thờ và đặt bia tưởng niệm.

### Cấu trúc
Tầng 1 có diện tích 140m2, không gian đầu tiên là một phòng thờ những bậc tiền bối trong làng. Ở đây có quầy lưu niệm, bàn thông tin và góc tái hiện một không gian mang tính sắp đặt về một phòng chụp ảnh xưa, đồng thời có một máy ảnh gỗ 3 chân với một phông nền phong cảnh vẽ tay làm nền để chụp ảnh. Tầng này cũng được sử dụng để trưng bày những bức ảnh do nghệ nhân trong làng đạt giải cao trong các kỳ liên hoan nhiếp ảnh.
Tầng 2 có diện tích 125m2 để dành toàn bộ cho nội dung trưng bày chính. Hệ thống ánh sáng ở tầng 2 sử dụng ánh sáng đèn điện chủ đạo kết hợp với một phần ánh sáng tự nhiên. Không gian "Tổ nghề nhiếp ảnh Lai Xá" cũng được giới thiệu về cuộc đời Nguyễn Đình Khánh với dấu mốc mở hiệu ảnh  mang tên Khánh Ký đầu tiên vào năm 1892 ở phố Hàng Da. Một số không gian khác giới thiệu những sản phẩm ảnh của các bậc tiền bối được sắp xếp theo chuyên đề (chân dung, nghệ thuật ảnh sáng, ảnh ghép, ảnh tô màu thủ công). Nhiều bức ảnh cổ ghi lại khoảnh khắc của các vĩ nhân, người nổi tiếng, các nghệ sĩ tên tuổi như ban hợp ca Thăng Long, Chế Linh, Thanh Nga, Thẩm Thuý Hằng... do thợ ảnh làng Lai Xá thực hiện. Không gian cuối cùng của bảo tàng thể hiện về nghề ảnh với người Lai Xá hiện nay. Ngoài ra, một căn phòng cũng được xây dựng để tái hiện lại không gian in phóng ảnh thời xưa, trong đó phải là căn phòng hẹp dùng ánh sáng đỏ của buồng tối tráng phim, rửa ảnh với các loại thuốc rửa, lên màu, lên phim.

## Đón nhận
Theo Đỗ Văn Trụ – Phó Chủ tịch và Tổng thư ký Hội Di sản văn hóa Việt Nam, việc bảo tàng nhiếp ảnh Lai Xá khánh thành được xem là sự kiện có "ý nghĩa quan trọng" về nhiều mặt trong đời sống của nhân dân Lai Xá, trong đó thể hiện việc ghi nhớ công ơn quá khứ của nhân dân Lai Xá trong công cuộc bảo vệ và phát huy giá trị di sản văn hóa của người dân địa phương. Vi Kiến Thành, Cục trưởng Cục Mỹ thuật, Nhiếp ảnh và Triển lãm nhận định rằng "Có thể đọc nhiều về câu chuyện nhiếp ảnh ở đây. Đây có lẽ là bảo tàng làng nghề đầu tiên ở nước ta [Việt Nam]". Một trang báo nhận định khi ra về, du khách lại một lần nữa xem những tác phẩm ảnh nghệ thuật của người Lai Xá được treo dọc cầu thang với một cảm giác và "nhận thức khác" với lúc đến ban đầu chưa thăm bảo tàng.
Dù bảo tàng mở cửa hoàn toàn miễn phí nhưng trong vài năm đầu mở cửa, nơi này chỉ đón những đợt khách quốc tế đơn lẻ thông qua Facebook, thi thoảng có lượng học sinh, sinh viên trong nước tới thăm mà chưa có một lượng khách thường xuyên.

### Di sản
Sự ra đời của Bảo tàng nhiếp ảnh Lai Xá đã giúp mở thêm một điểm tham quan khác trong làng Lai Xá. Bên cạnh đó là vài bảo tàng và nơi trưng bày ảnh khác cùng các hiệu ảnh trong làng. Điều này tạo ra một hệ thống liên kết giới thiệu về di sản văn hóa truyền thống của làng, qua đó hướng tới việc làng Lai Xá được kì vọng trở thành một điểm tham quan du lịch – làng nghề mới của Hà Nội. Theo một số báo nhận định, bảo tàng nhiếp ảnh này là bảo tàng đầu tiên của người dân trong một làng xây dựng nhằm bảo tồn và giới thiệu một di sản truyền thống của mình, cũng là bảo tàng đầu tiên về một làng nghề ở Hà Nội. Theo báo Tuổi trẻ đưa tin, đây là lần đầu tiên ở Việt Nam mà người dân của một làng tự nguyện quyên góp tiền để xây dựng bảo tàng nhiếp ảnh.